# Pequeña Ilíada
La Pequeña Ilíada (griego antiguo: Ἰλιὰς μικρά; en latín: Ilias parva) es un poema perdido del ciclo troyano, atribuido a Lesques de Pirra. Su contenido, distribuido en cuatro libros, constituía una continuación de lo narrado en la Etiópida y era seguido por la Iliupersis.

## Datación
Según noticias dadas por Clemente de Alejandría, un historiador llamado Fanias señaló que Lesques compitió con Arctino de Mileto, mientras que otro autor, llamado Janto de Lidia, lo fechaba en la decimoctava olimpíada. Según estos datos, la Pequeña Ilíada pudo haberse compuesto en torno al año 700 a. C.

## Debate
Uno de los fragmentos que se conocen de la obra, referente al momento en que Troya fue tomada por los aqueos, dice:

La noche estaba mediada y luminosa se levantaba la luna…

Con base en este fragmento, algunos eruditos antiguos señalaban que la fecha exacta de la toma de Troya tenía que haber sido el octavo día del mes de Targelión.[¿quién?]

## Argumento
Se conoce el argumento que tenía este poema perdido gracias a algunos fragmentos y a un resumen que aparecen en la crestomatía de Proclo. 
La obra narraba la concesión de las armas de Aquiles a Odiseo; la locura y el suicidio de Áyax el Grande; la captura de Héleno por los aqueos y su profecía sobre la toma de Troya; la muerte de Paris, obra de Filoctetes; la llegada a Troya de Neoptólemo (el hijo de Aquiles); la incursión de Odiseo y Diomedes en Troya y su robo del Paladio, así como la entrada del caballo de madera en la ciudad.